# Крутишка (приток Суери)
Крутишка — река в России, протекает в Варгашинском районе Курганской области. Устье реки находится в 51 км по правому берегу реки Суерь. Длина реки составляет 14 км.
Система водного объекта: Суерь → Тобол → Иртыш → Обь → Карское море.

## Данные водного реестра
По данным государственного водного реестра России относится к Иртышскому бассейновому округу, водохозяйственный участок реки — Тобол от города Курган до впадения реки Исеть, речной подбассейн реки — Тобол. Речной бассейн реки — Иртыш.
Код объекта в государственном водном реестре — 14010500412111200002456.

## Населённые пункты
- д. Крутихинское
- с. Ошурково